# 保志雄一
保志 雄一（ほし ゆういち、1957年7月 - ）は、日本のバーテンダー。「銀座でもっとも成功を収めたバーテンダー」とも称される。オーナーバーテンダーを務める「Bar保志」は「銀座のオーセンティックなバーの代表格」とも称されている。

## 来歴
1957年7月、福島県会津若松市に生まれる。
高校卒業後、宇都宮市の臨床検査技師の学校へ入学するが、同市内のパブ「パイプのけむり」で飲んだカクテルに魅了され、在学中からアルバイトをするようになる。学校を卒業後、両親の期待に沿う形で臨床検査技師の職に就くが、結局はバーテンダーの道を歩むことになった。
東京都銀座のバー東京、リトルスミスなどでチーフバーテンダーを歴任する。2004年7月7日にオーナーバーテンダーとして「Bar保志」を開店する。
2011年にテレビ朝日系列で放映されたテレビドラマ『バーテンダー』（相葉雅紀主演）では、バーテンダー監修の1人に名を連ねている。
2018年より、銀座社交料飲協会会長、全国社交飲食業衛生同業組合連合会理事に就任。
2018年時点ではBAR保志と合わせて6軒のバーを銀座で経営している。
娘、息子も西麻布でバーを開店している。

## 賞歴
- 1998年 日本バーテンダー協会全国技能大会 フォーリング・スターで総合優勝[5]
- 1990年 国際バーテンダー協会(IBA)主催 国際カクテルコンペティション メキシコ大会 テクニカル部門2位[3]
- 2001年 インターナショナル・バーテンダーズ・コンペティション・ジャパン・カップ さくらさくらでグランプリ[5][9]
- 2015年 アジア・パシフィック・カクテル・コンペティション 優勝[10]

## 創作カクテル
- JFK
- さくらさくら - 2001年インターナショナル・バーテンダーズ・コンペティション・ジャパン・カップグランプリ作品